# Alchemilla demissa
Alchemilla demissa es una especie de planta del género Alchemilla, perteneciente a la familia Rosaceae.

## Taxonomía
Alchemilla demissa fue descrita por Robert Buser en 1894.

## Distribución
Se encuentra en el territorio de Austria, Francia, Italia, España y Suiza.